# Кара (річка)
Кара — річка на півночі Росії, протікає по території Ненецького і Ямало-Ненецького автономних округів і Республіки Комі.
Довжина — 257 км, площа басейну — 13,4 тис. км². Річка утворюється на північно-західних схилах Полярного Уралу при злитті річок Велика Кара і Мала Кара. Тече переважно в північно-західному напрямку вздовж хребта Пай-Хой, є кордоном між Ненецьким і Ямало-Ненецьким автономним округом. Протікає через кілька каньйонів, утворюючи пороги й водоспади. Найбільший — водоспад Буредан, розташований на 9 км нижче злиття з річкою Нерусовейяхі.
Кара впадає в затоку Карська губа (естуарій річок Кара, Сопчаю і Тоб'ю) Байдарацької губи Карського моря. На правому березі Карської губи розташоване селище Усть-Кара Заполярного району Ненецького автономного округу. На захід від річки знаходиться Карський метеоритний кратер діаметром 65 км.
Живлення річки снігове і дощове. Основні притоки: Нярма-яха (81 км; правий), Силова-яха (192 км) і Сибірчата-яха (162 км) (обидві — ліві). Льодостав з жовтня по червень. У нижній течії можливо судноплавство; вище річка використовується в цілях водного туризму.